# Handzame Classic 2017
La Handzame Classic 2017, quindicesima edizione della corsa, valevole come evento dell'UCI Europe Tour 2017 categoria 1.1, si svolse il 17 marzo 2017 su un percorso di 192,7 km, con partenza da Bredene e arrivo a Kortemark. La vittoria fu appannaggio del norvegese Kristoffer Halvorsen, che terminò la gara in 4h15'31" alla media di 45,249 km/h, precedendo il britannico Adam Blythe e il belga Kenny Dehaes.
Al traguardo di Kortemark furono 94 i ciclisti, dei 172 partiti da Bredene, che portarono a termine la competizione.

## Squadre e corridori partecipanti
| N.      | Cod. | Squadra                      |
| ------- | ---- | ---------------------------- |
| 1-8     | BOH  | Bora-Hansgrohe               |
| 11-18   | KAT  | Team Katusha-Alpecin         |
| 21-28   | QST  | Quick-Step Floors            |
| 31-38   | LTS  | Lotto-Soudal                 |
| 41-48   | WGG  | Wanty-Groupe Gobert          |
| 51-58   | VWC  | Vérandas Willems-Crelan      |
| 61-68   | WVA  | WB Veranclassic Aqua Protect |
| 71-78   | RNL  | Roompot-Nederlandse Loterij  |
| 81-88   | GAZ  | Gazprom-RusVelo              |
| 91-98   | SVB  | Sport Vlaanderen-Baloise     |
| 101-108 | CCC  | CCC Sprandi Polkowice        |

| N.      | Cod. | Squadra                        |
| ------- | ---- | ------------------------------ |
| 111-118 | TJI  | Joker Icopal                   |
| 121-128 | ICA  | Israel Cycling Academy         |
| 131-138 | PSV  | Pauwels Sauzen-Vastgoedservice |
| 141-148 | ABS  | Aqua Blue Sport                |
| 151-158 | TCO  | Team Coop                      |
| 161-168 | NIP  | Nippo-Vini Fantini             |
| 171-178 | CIB  | Cibel-Cebon                    |
| 181-188 | SKT  | An Post-ChainReaction          |
| 191-198 | TIS  | Tarteletto-Isorex              |
| 201-208 | DSU  | Development Team Sunweb        |
| 211-218 | LPC  | Leopard Pro Cycling            |

## Ordine d'arrivo (Top 10)
| Pos. | Corridore            | Squadra    | Tempo    |
| ---- | -------------------- | ---------- | -------- |
| 1    | Kristoffer Halvorsen | Joker      | 4h15'31" |
| 2    | Adam Blythe          | Aqua Blue  | s.t.     |
| 3    | Kenny Dehaes         | Wanty      | s.t.     |
| 4    | Baptiste Planckaert  | Katusha    | s.t.     |
| 5    | Coen Vermeltfoort    | Roompot    | s.t.     |
| 6    | André Looij          | Roompot    | s.t.     |
| 7    | Roy Jans             | WB Veran.  | s.t.     |
| 8    | Timothy Dupont       | Vérandas   | s.t.     |
| 9    | Jelle Mannaerts      | Tarteletto | s.t.     |
| 10   | Davide Martinelli    | Quick-Step | s.t.     |